# Bonnie Crombie
Bonnie-Michelle Teresa Bernadette Stack Sawarna Crombie (ur. 5 lutego 1960 w Toronto) – kanadyjska polityczka. W latach 2008–2011 członkini kanadyjskiej Izby Gmin.

## Życiorys

### Młodość, edukacja i kariera zawodowa
Jej dziadkowie od strony matki (Józef i Ewa Sega) byli rolnikami w południowej Polsce, gdzie w 1936 roku urodziła się jej matka – Weronika. W 1939 roku Weronika wraz z matką dołączyły do Józefa, który znalazł pracę we francuskim mieście Mortcerf. W czasie II wojny światowej Józef dołączył do oddziałów Wojska Polskiego we Francji. Po zakończeniu wojny, w 1948 roku, wspólnie z rodziną osiedlił się w Kanadzie, gdzie pracował jako woźny. Jej matka poślubiła Eda Stacka, również polskiego pochodzenia. Gdy Bonnie skończyła 3 lata, jej rodzice rozstali się z powodu alkoholizmu ojca, a Weronika wróciła wraz z córką do domu Józefa i Ewy. Gdy Bonnie miała 9 lat, jej matka ponownie wyszła za mąż, za Michaela Sawarnę, który adoptował Bonnie, która przyjęła jego nazwisko.
W 1982 roku ukończyła studia wyższe na Uniwersytecie w Toronto z tytułem Bachelor of Arts na kierunku nauki polityczne i stosunki międzynarodowe. Studiowała również język francuski na paryskiej Sorbonie. Ukończyła studia Master of Business Administration na York’s Schulich School of Business w 1992 roku.
Pracowała w dziale sprzedaży McDonald’s w Bostonie oraz w dziale komunikacji w The Walt Disney Company w Los Angeles.

### Działalność polityczna
W wieku 17 lat była wolontariuszką kampanii Pierra Trudeau. Później w wyborach parlamentarnych w Kanadzie w 2008 roku uzyskała mandat w Izbie Gmin z okręgu wyborczego Mississauga – Streetsville z ramienia Liberalnej Partii Kanady. Pokonała urzędującego kandydata Wajida Khana, który reprezentował Konserwatywną Partię Kanady. Wspólnie z Justinem Trudeau zasiadała w Liberal Caucus Outreach Committee. Nie uzyskała reelekcji w wyborach parlamentarnych w 2011 roku.
W 2011 roku uzyskała mandat członkini rady miasta Mississauga, zdobywając niewiele ponad 200 głosów więcej od swojej kontrkandydatki. W wyborach na burmistrza miasta w 2014 roku wygrała, zdobywając 63,5% głosów. Na stanowisku zastąpiła odchodzącą po 36 latach na emeryturę 93-letnią Hazel McCallion. W 2018 roku uzyskała reelekcję, zdobywając ponad 77% głosów. W 2022 po raz trzeci została zwyciężyła w wyborach na to stanowisko, zdobywając rekordowe poparcie oraz ponad 75 000 głosów przewagi.

### Życie prywatne
Jej pełne imię to Bonnie-Michelle Teresa Bernadette Stack Sawarna Crombie.
Jest mężatką, ma trójkę dzieci (Alexander, ur. 1989; Jonathan, ur. 1993 oraz Natasha, ur. 1996).